# Ligne d'Orléans à Gien
La ligne d'Orléans à Gien est une ligne ferroviaire française, à voie unique et à écartement standard, de la région Centre-Val de Loire. Elle reliait historiquement la gare d'Orléans à celle de Gien, dans le département du Loiret.
Elle constitue la ligne no 687 000 du réseau ferré national.
Depuis 1940, les tronçons d'Orléans à Saint-Denis-de-l'Hôtel et du camp militaire de Nevoy (à Gien) sont utilisés pour le trafic de marchandises. La section des Bordes à Nevoy a été déclassée.
Une réouverture au trafic voyageurs, entre Orléans et Châteauneuf-sur-Loire, est régulièrement étudiée,. Elle est abandonnée en novembre 2018 puis relancée début 2019.

## Historique
À la suite de la déconfiture financière de la Compagnie du chemin de fer Grand-Central de France, son démantèlement est organisé en 1857 au profit de la Compagnie du chemin de fer de Paris à Orléans et de la constitution de la Compagnie des chemins de fer de Paris à Lyon et à la Méditerranée. Dans ce cadre, la Compagnie du chemin de fer de Paris à Orléans reçoit, à titre complémentaire, notamment la concession à titre éventuel d'une ligne d'Orléans vers un point du chemin de fer du Bourbonnais, à déterminer de Montargis à Briare par la convention signée le 11 avril 1857 avec le ministre des Travaux publics. Cette convention est approuvée par décret le 19 juin 1857,. La ligne d'Orléans à Gien est déclarée d'utilité publique le 6 janvier 1864 rendant ainsi la concession définitive. 
La ligne a été ouverte à l'exploitation sous la Troisième République le 3 novembre 1873.
La fermeture au service ferroviaire des voyageurs est intervenue le 15 mai 1939, peu avant le début de la Seconde Guerre mondiale, notamment sous l'effet de la concurrence des transports en autocars de la compagnie des transports régionaux de l'Est et du Centre (TREC).
La section des Bordes à Nevoy-garage (PK 162,258 à 181,177) a été déclassée le 12 novembre 1954 puis déposée.
La section de voie entre Saint Denis - Jargeau (PK 140,700 à  161,943) à la gare des Bordes est inexploitée (avril 2020).

## Tracé
La ligne est entièrement située sur le territoire du département du Loiret, dans la région naturelle du val de Loire en rive droite de la Loire. Elle traverse deux aires urbaines, celles d'Orléans et de Gien et 12 communes.
Dans la ville d'Orléans, elle quitte la gare d'Orléans, traverse le faubourg Saint-Vincent puis le quartier Saint-Marc et se dirige vers l'est et les communes d'Orléans Métropole : Saint-Jean-de-Braye, Chécy puis Mardié. Au sortir de l'agglomération orléanaise, elle emprunte les territoires des communes de Saint-Denis-de-l'Hôtel, Châteauneuf-sur-Loire, Saint-Martin-d'Abbat, Saint-Aignan-des-Gués, Bray-en-Val et Les Bordes. Après une interruption due au déclassement d'une partie de la ligne, celle-ci reprend son cours à Nevoy puis termine sa course à Gien.

## Infrastructures
C'est une ligne à voie unique au profil médiocre, les déclivités atteignent 16 ‰.

### Gares
- Gare d'Orléans dans le centre-ville d'Orléans ;
- Gare de Saint-Jean-de-Braye ;
- Gare de Chécy - Mardié desservant Chécy et Mardié ;
- Gare de Saint-Denis - Jargeau à Saint-Denis-de-l'Hôtel, desservant l'unité urbaine de Jargeau ;
- Gare de Châteauneuf-sur-Loire ;
- Gare de Saint-Benoît - Saint-Aignan à Bray-Saint-Aignan, desservant Saint-Aignan-des-Gués et Saint-Benoît-sur-Loire ;
- Gare d'Ouzouer - Dampierre à Ouzouer-sur-Loire, desservant Ouzouer-sur-Loire et Dampierre-en-Burly ;
- Gare de Gien

Quelques gares de la ligne
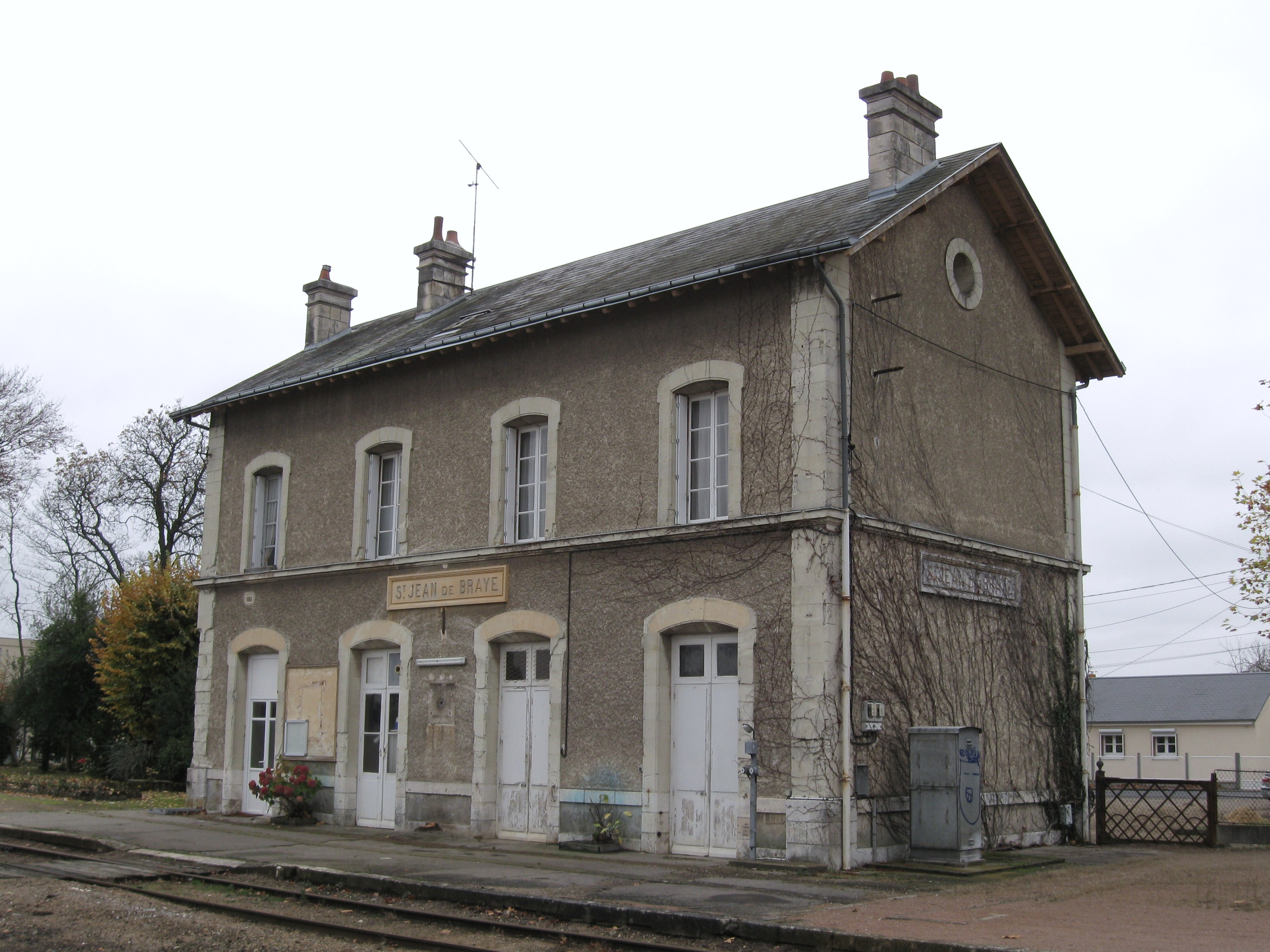
Saint-Jean-de-Braye
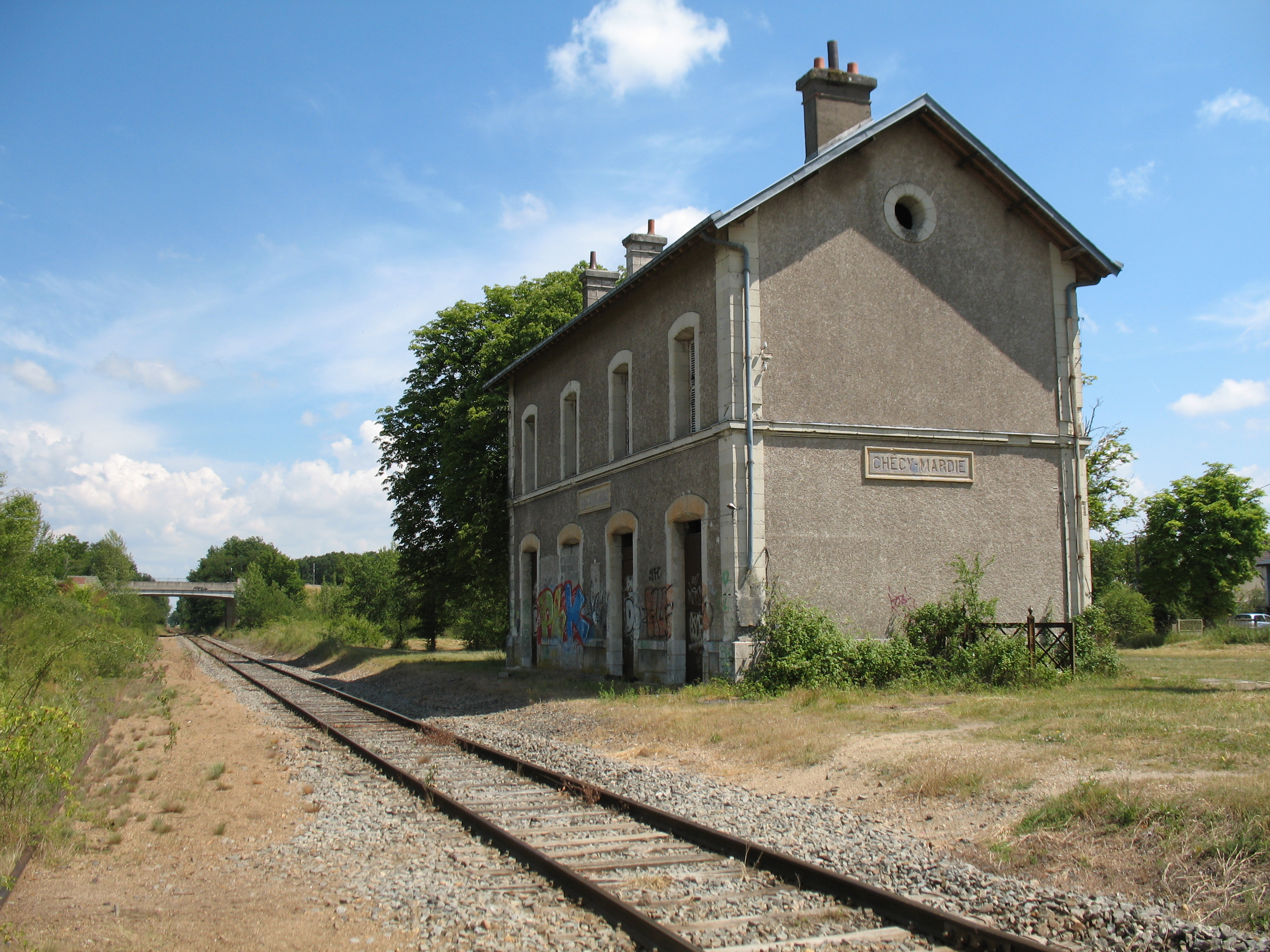
Chécy - Mardié
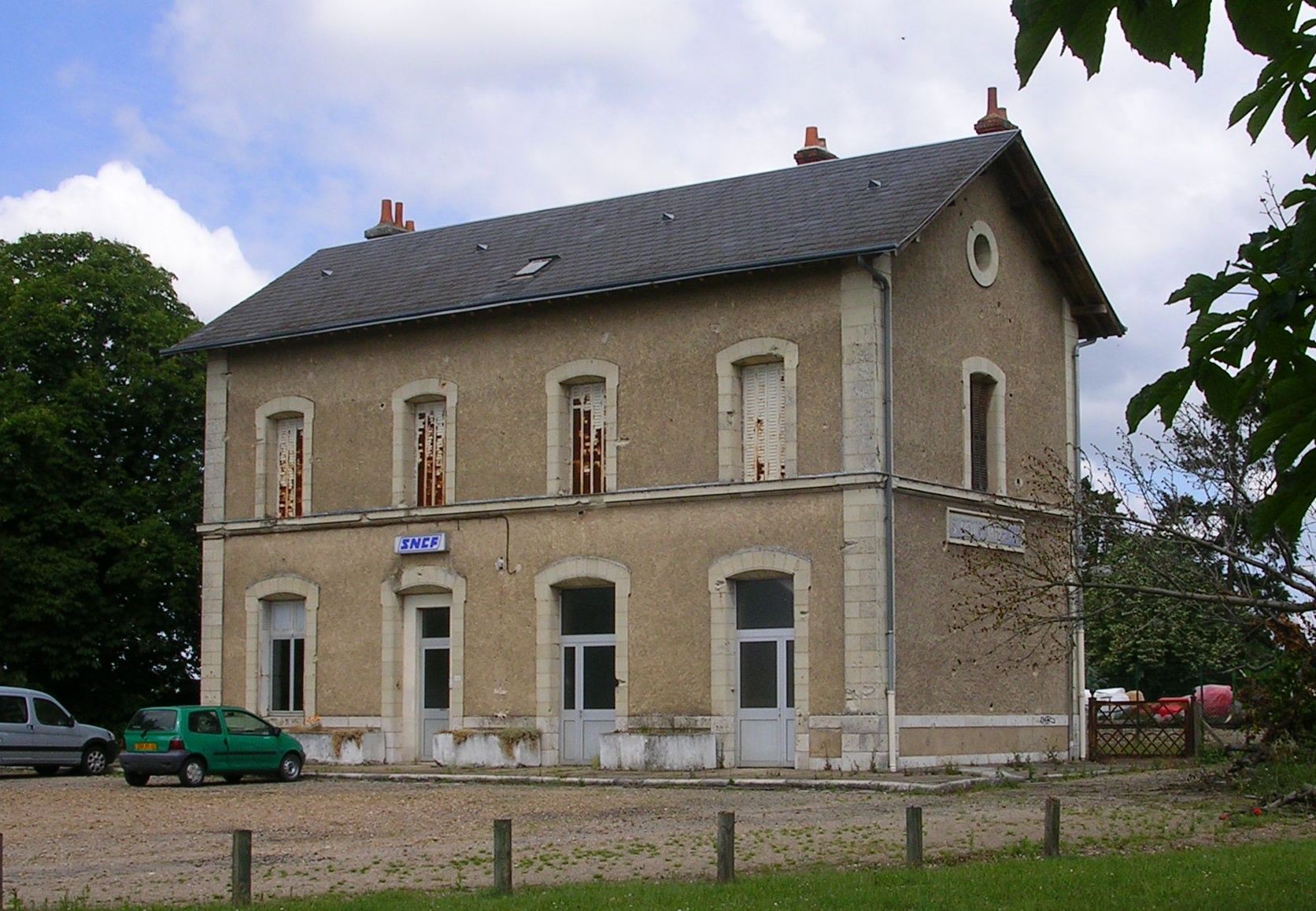
Saint-Denis - Jargeau
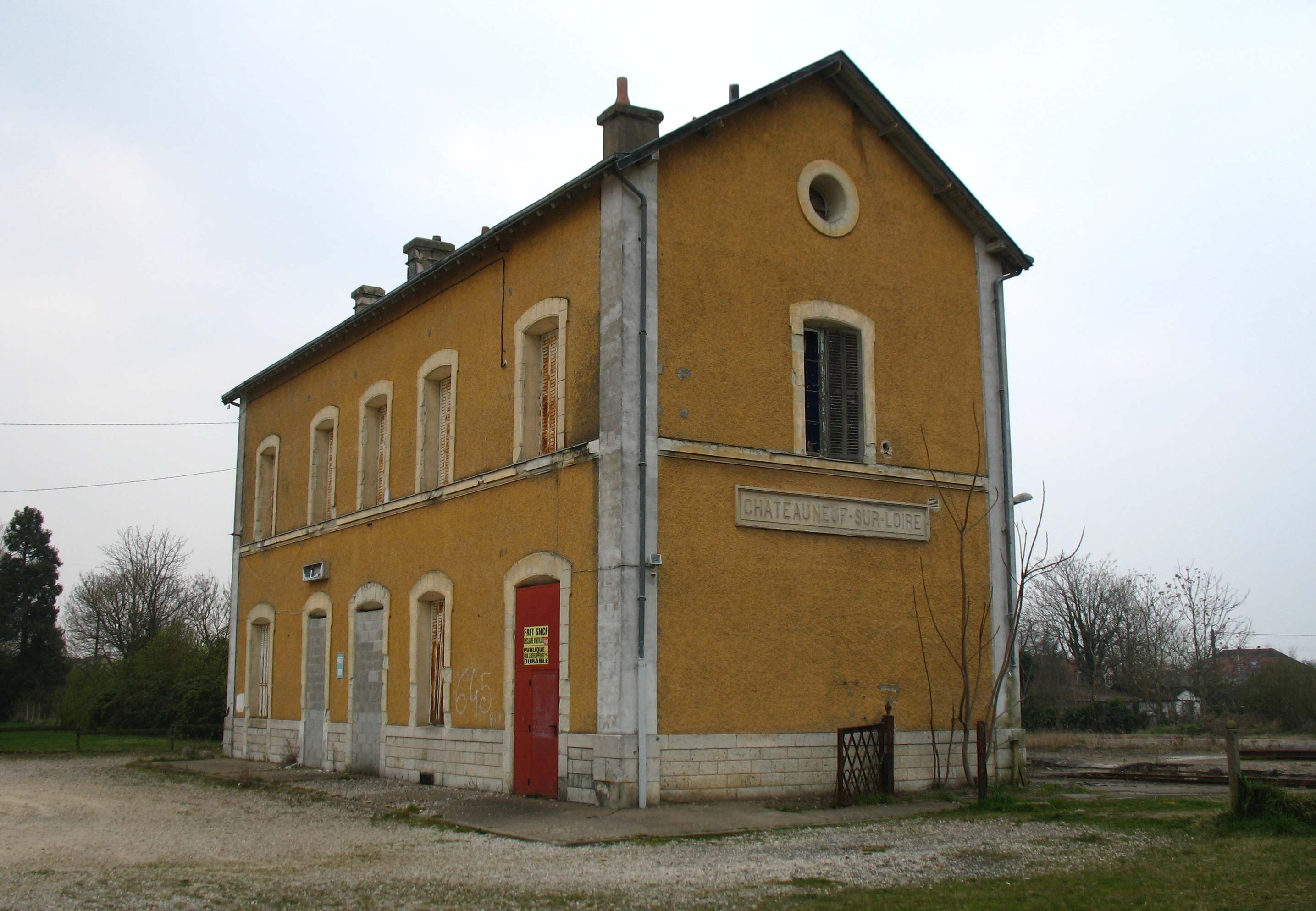
Châteauneuf-sur-Loire
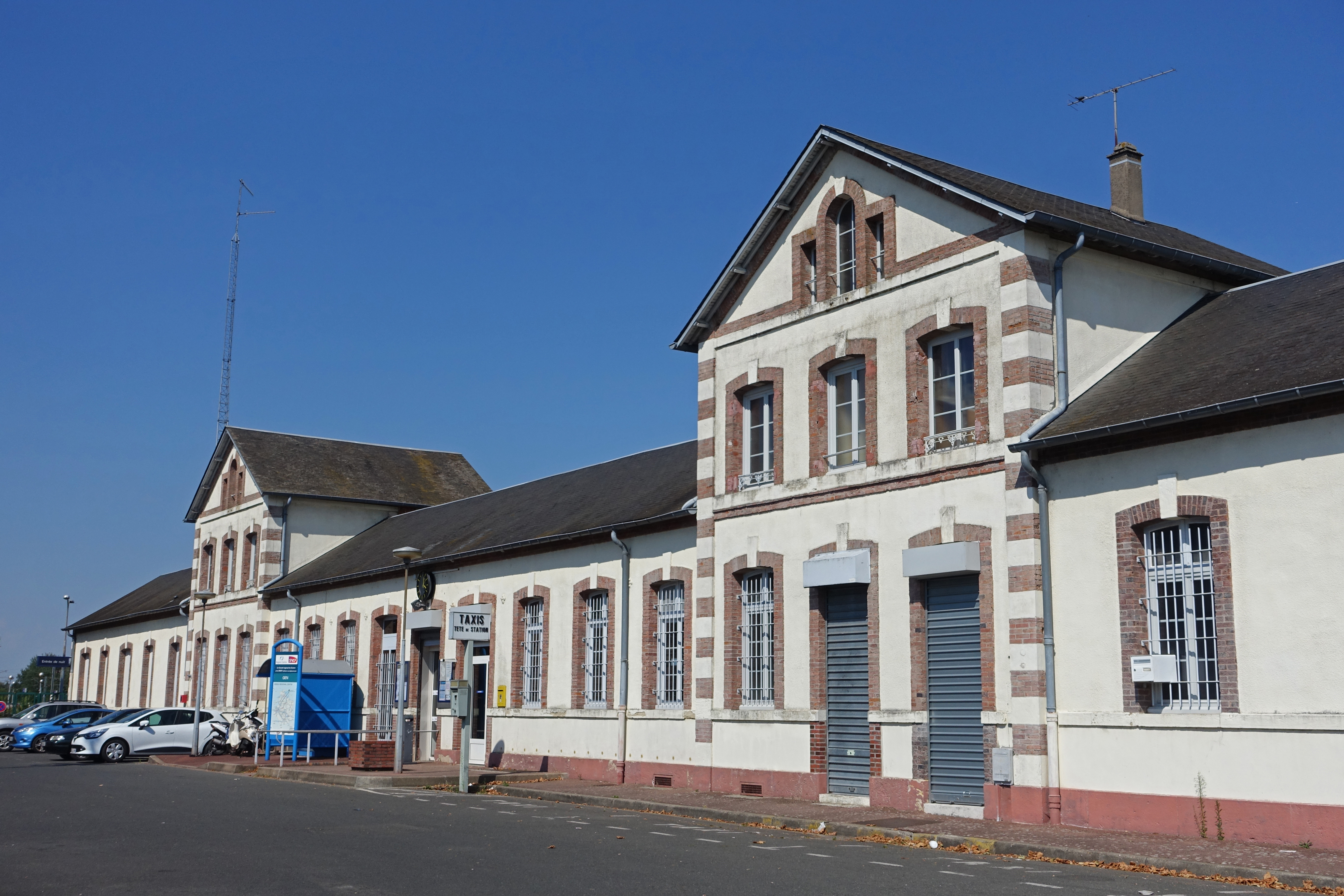
Gien

### Ouvrages d'art
- Pont sur la Bionne, à Saint-Jean-de-Braye ;
- Viaduc de Pont-aux-Moines sur le canal d'Orléans à Mardié, recensé à l'inventaire général du patrimoine culturel[12] ;
- Pont permettant de franchir le chemin de l'Oranderie, la route de Gien (RD952) et la rivière Milourdin ;
- Viaduc sur le ruisseau Saint-Laurent, au lieu-dit Coutelant, à la jonction de Saint-Aignan-des-Gués et de Bray-en-Val.

Quelques ouvrages d'art de la ligne
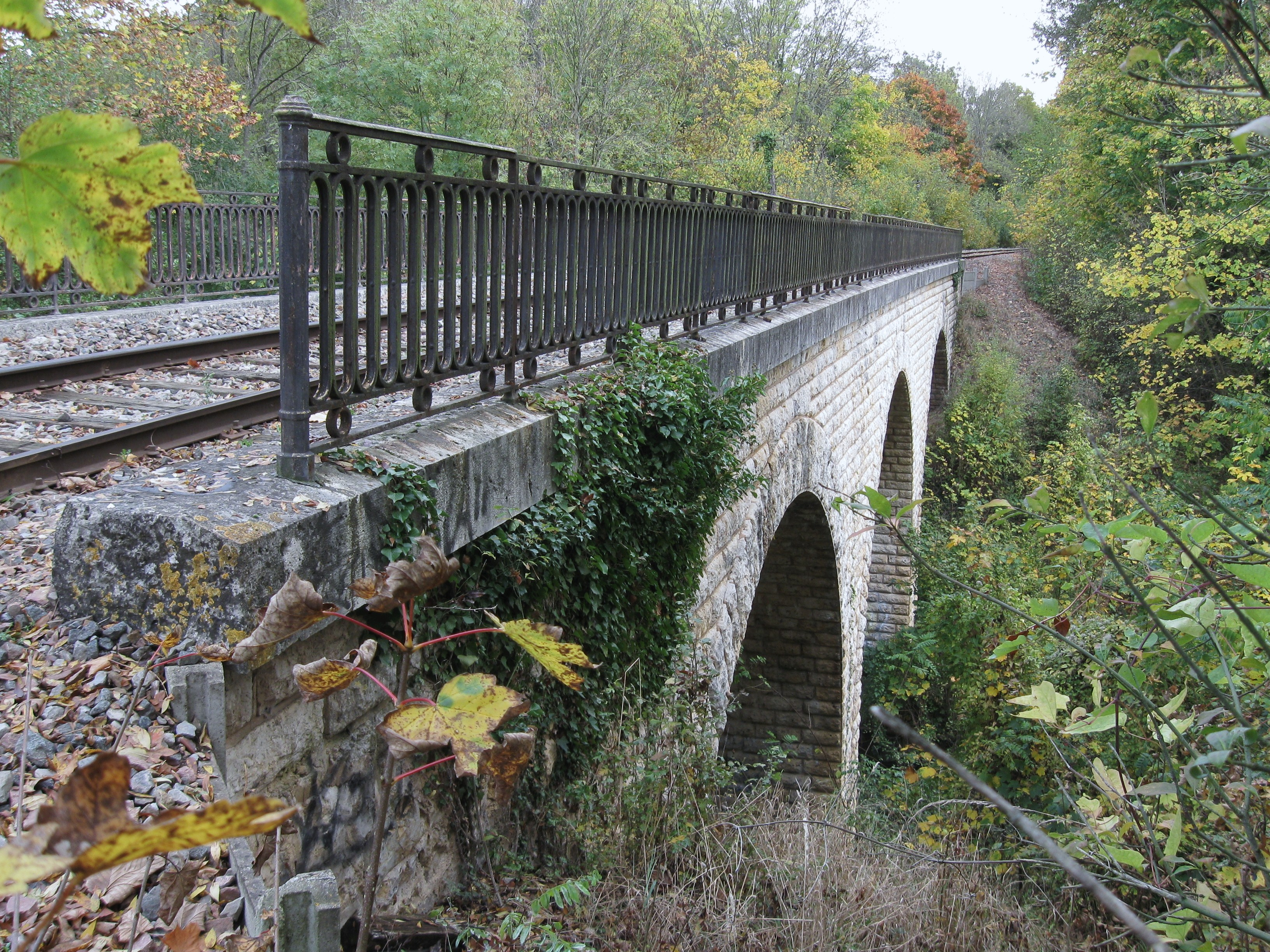
Pont sur la Bionne, à Saint-Jean-de-Braye.
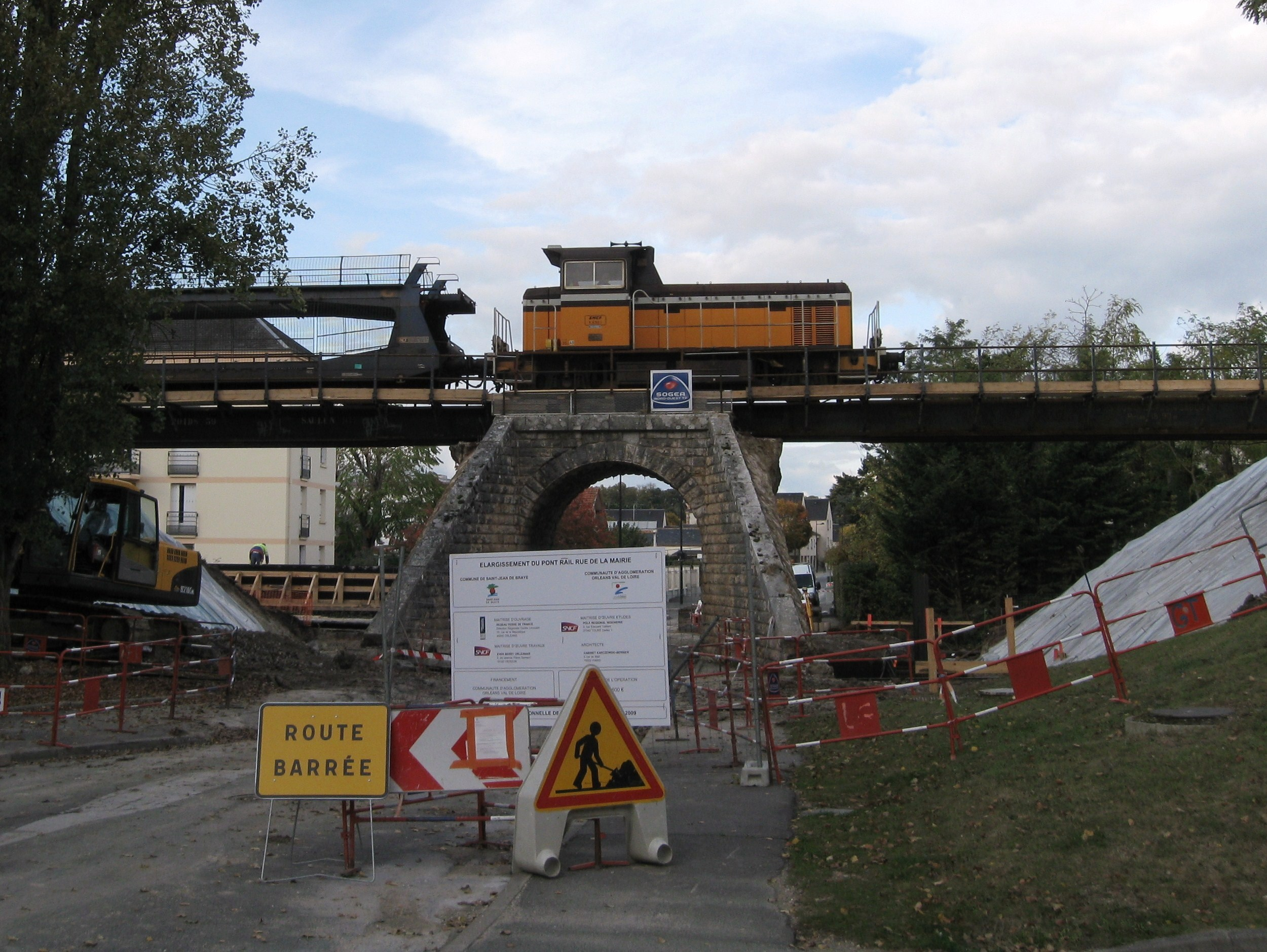
Travaux d'allongement du pont au-dessus de la rue de la mairie, Saint-Jean-de-Braye.
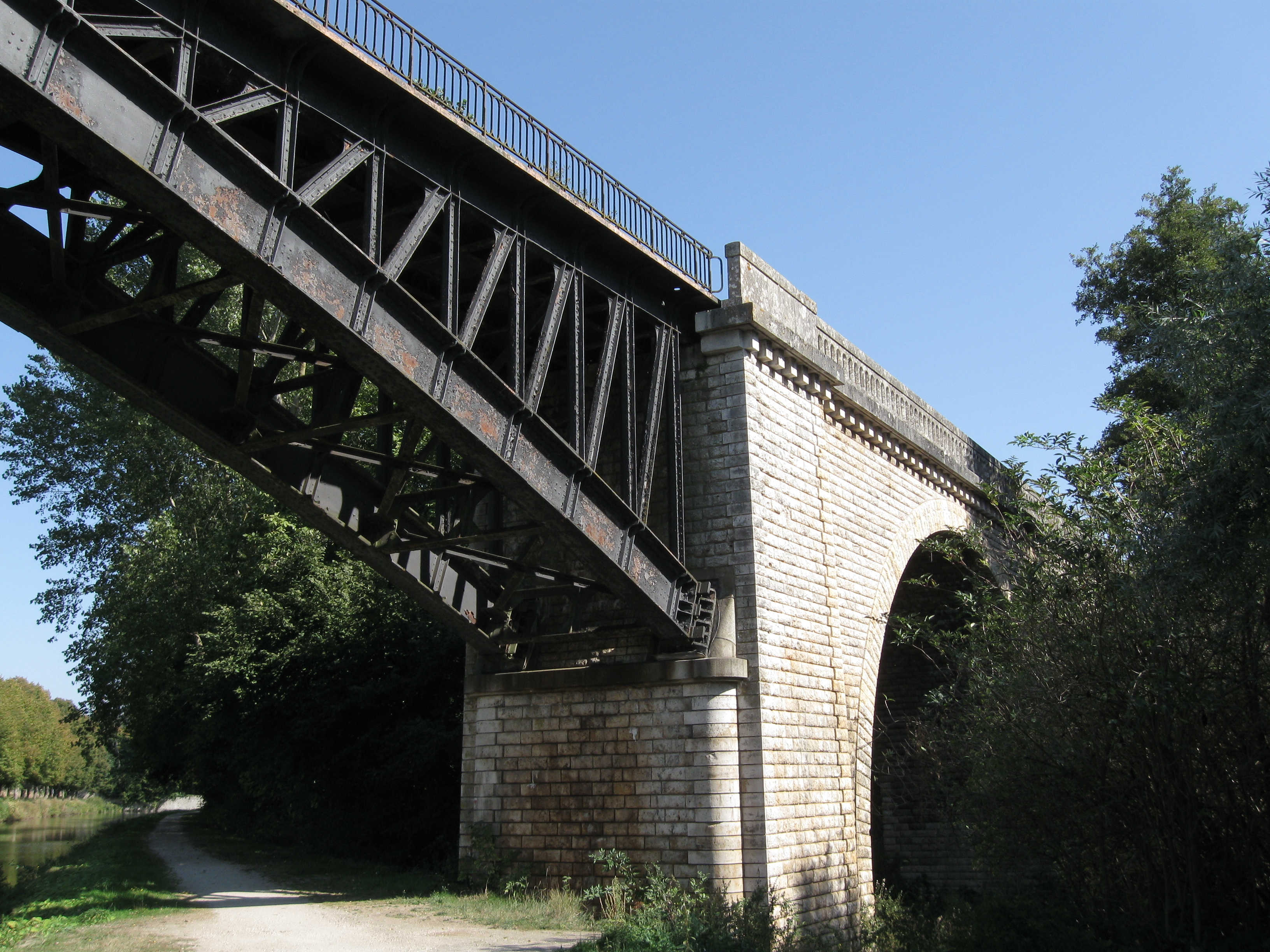
Pont sur le canal d'Orléans, à Mardié.

### Passages à niveau
La ligne comporte 18 PN à SAL, 6 PN à Croix de St André et 1 PN Piéton sur la section d'Orléans à Châteauneuf-sur-Loire. Ils doivent impérativement être supprimés ou réaménagés dans le cadre de la réouverture au trafic voyageur.

## Projet
En 2006 est créée Star-45, une association basée à Châteauneuf-sur-Loire militant pour la réouverture de la ligne au trafic voyageurs,,. L'association 2 ROC 45 (association pour la protection du cadre de vie des riverains du rail Orléans - Châteauneuf-sur-Loire), basée à Orléans, est quant à elle opposée au projet.
La réouverture de la ligne au service des voyageurs entre Orléans et Châteauneuf-sur-Loire a fait l'objet d'une concertation publique entre le 10 janvier et le 24 février 2012. Inscrites au contrat de plan État-région Centre-Val de Loire 2015-2020, les études d'avant-projet ont permis l’enquête publique à l'automne 2017. La phase de travaux était initialement prévue pour la fin de l'année 2018 et la réouverture pour 2021.
En mai 2018, le conseil régional du Centre annonce le report sine die du projet. À la suite du désengagement financier de l’État sur les lignes ferroviaires régionales, la Région indique ne plus être en mesure de financer la réouverture de la ligne. Par ailleurs, plusieurs oppositions empêchent le projet de se réaliser : le conseil municipal d'Orléans s'oppose à la réouverture car celle-ci implique la suppression de places de stationnement pour les voitures et le conseil municipal de Saint-Jean-de-Braye déplore des nuisances sonores.
En novembre 2018, Jean-Marc Falcone, préfet du Loiret, informe SNCF Réseau « qu’il ne signera pas la déclaration d’utilité publique de l’ouverture aux voyageurs de la ligne Orléans-Châteauneuf-sur-Loire ».
Le 28 février 2019, le président de la région Centre-Val de Loire, François Bonneau, annonce « relancer une étude sur la liaison ferroviaire Orléans-Châteauneuf ».
En décembre 2021, la ligne est incluse dans le plan État-Région 2021-2027.